# Memoriam
Pour les articles homonymes, voir In Memoriam.
Memoriam est un groupe de Death metal de Birmingham fondé en 2016 avec des membres ou anciens membres de groupes locaux tels que Bolt Thrower, Benediction, Cerebral Fix et Sacrilege.

## Biographie
Le batteur de Bolt Thrower, Martin « Kiddie » Kearns, meurt soudainement en septembre 2015. Le groupe annonce officiellement sa dissolution après un hiatus d'un an et plus de dix ans sans avoir enregistré d'album. Le chanteur Karl Willets a déjà formé en parallèle le groupe Memoriam avec Frank Healy à la basse, Scott Fairfax à la guitare et Andrew Whale, lui-même prédécesseur de Kearns au sein de Bolt Thrower, à la batterie. Willets tenait depuis longtemps à rejouer dans un groupe avec Whale. Les deux compères avaient eu quelques projets sans suite après qu'ils ont tous deux quitté Bolt Thrower en 1994.
Le groupe tient son nom de la pièce du même nom et qui fait office d'introduction sur l'album For the Fallen et dont les paroles sont en hommage à Kiddie Kearns. Ce décès ainsi que celui du père de Frank Healy marquent la genèse du groupe et de ses premiers morceaux. Karl Willets reprend la formule thématique de Bolt Thrower, soit traiter des sujets sociaux ou politiques à travers la thématique de la guerre,.
Nuclear Blast fait paraître les albums For the Fallen et The Silent Vigil les 24 mars 2017 et 23 mars 2018, soit avec seulement un an d'écart. Le groupe se produit en concerts, mais est récalcitrant aux offres de tournée. Le batteur Andy Whale attribue cela à leurs obligations familiales et professionnelles, mais aussi à leur âge plutôt avancé. En effet, seul le guitariste Scott Fairfax, né en 1977, n'est pas quinquagénaire. Les raisons familiales poussent d'ailleurs Whale à quitter le groupe. Ce départ en bon termes est annoncé le 8 septembre 2018 sur la page Facebook de Memoriam,. Il devait être effectif à la suite de deux concerts en Allemagne les 28 et 29 du même mois. Whale revient cependant sur sa décision. Le groupe annonce que le dévoilement de son nouveau batteur aura lieu le 30 novembre dans le cadre d'un concert à Athènes qui s'avère toujours être Andy Whale.
Un troisième album, titré Requiem for Mankind paraît le 21 juin 2019.
Le groupe annonce en mars 2020 sa signature avec le label Reaper Entertainment sur lequel devrait sortir le quatrième album.

## Membres
- Andy Whale – batterie (ex-Bolt Thrower)
- Scott Fairfax – guitare électrique (ex-Cerebral Fix)
- Frank Healy – guitare basse (Sacrilege, ex-Benediction, ex-Cerebral Fix, ex-Napalm Death)
- Karl Willetts – chant (ex-Bolt Thrower)

Memoriam sur scène en 2017
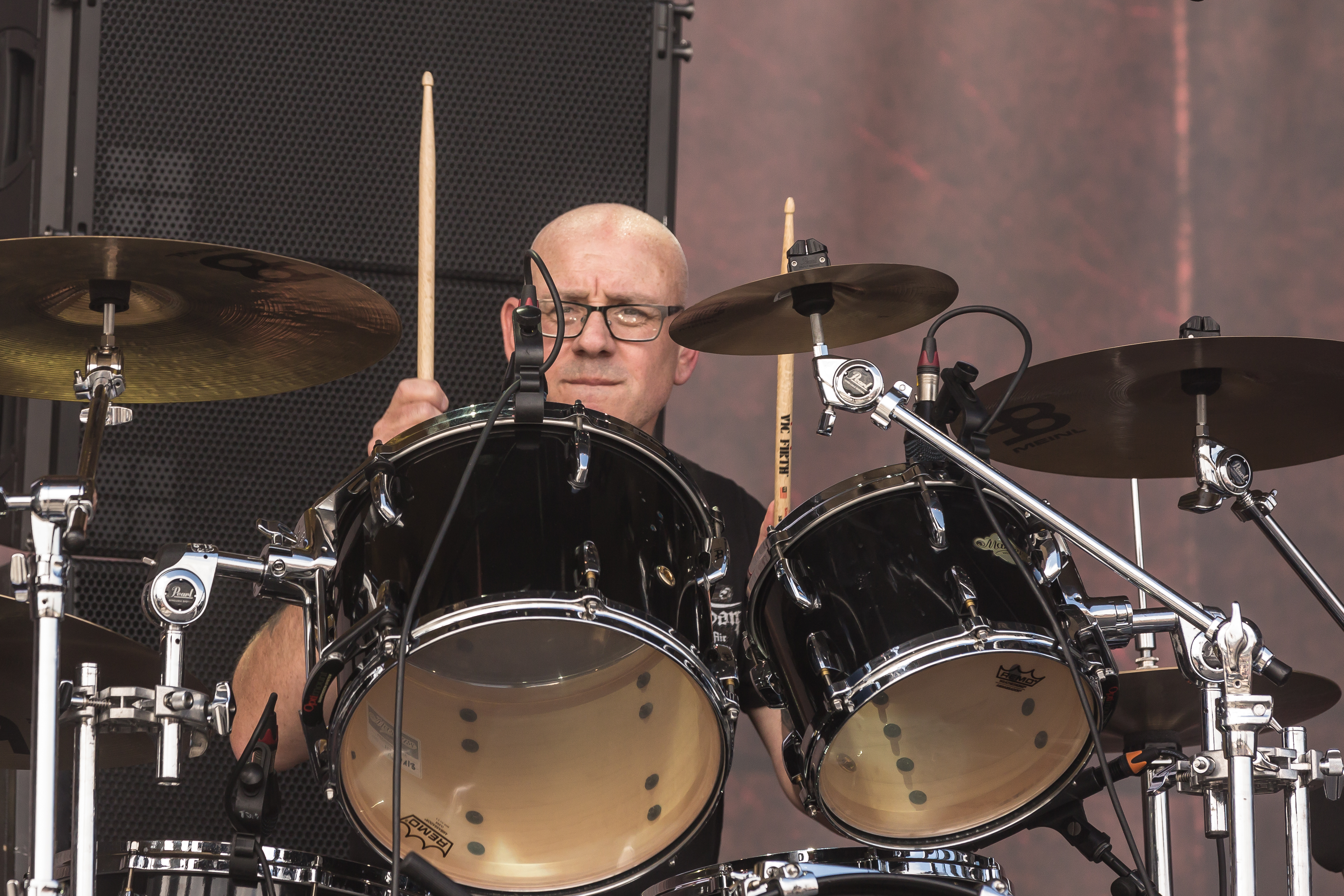
Andy Whale
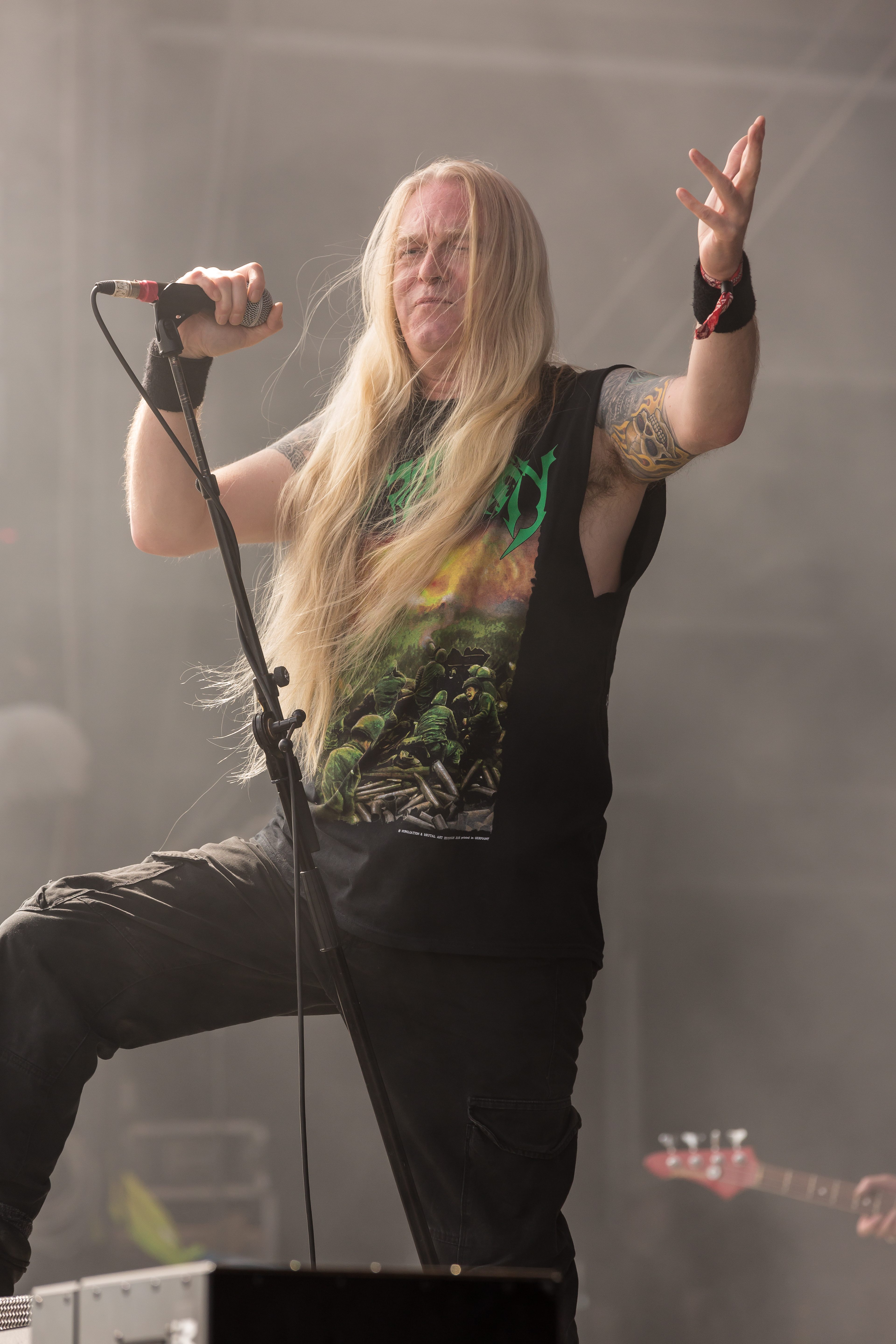
Karl Willetts
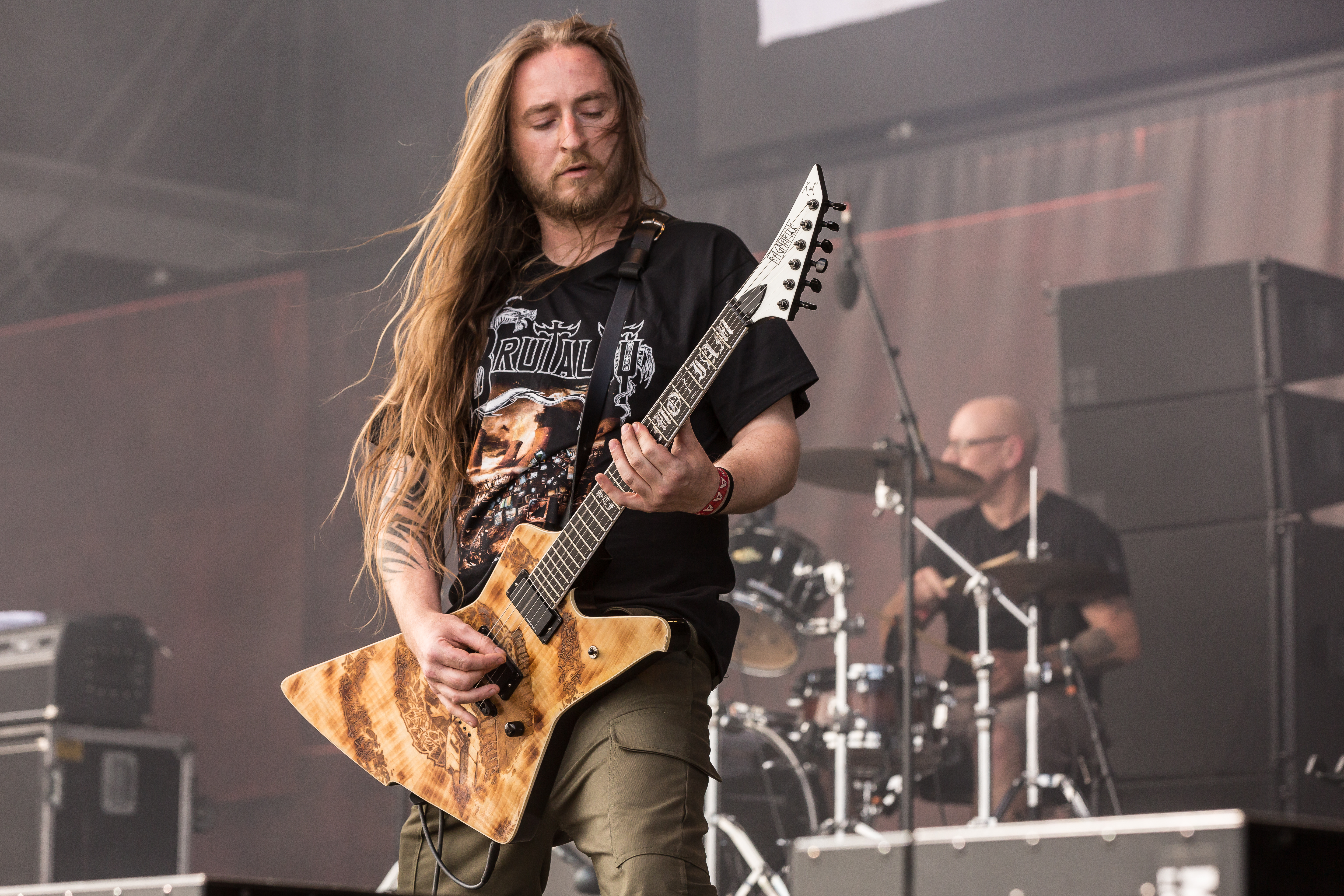
Scott Fairfax
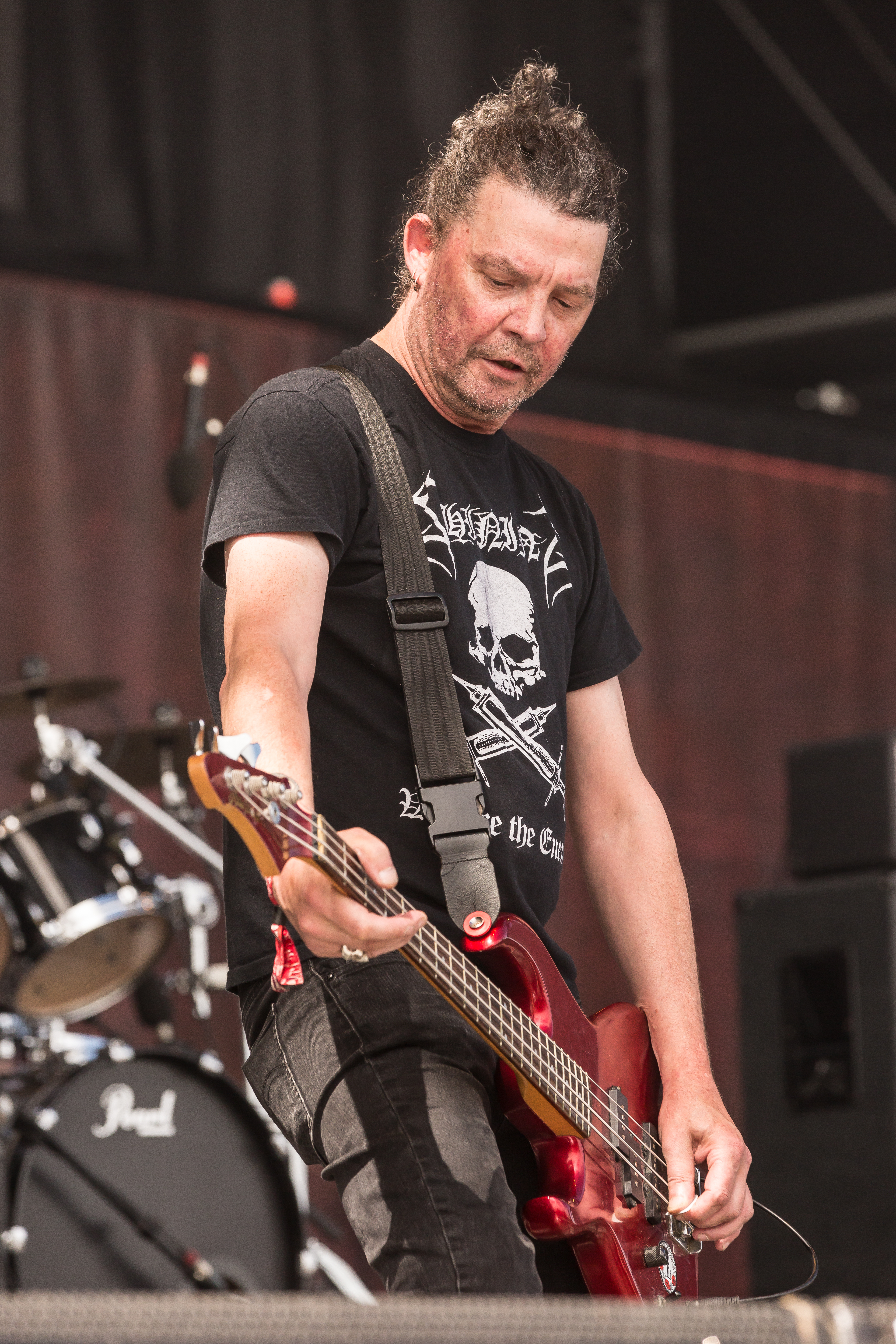
Frank Healy

## Discographie

### Albums studio
- 2017 : For the Fallen (Nuclear Blast)

| 1.    | Memoriam              | 02:50 |
| 2.    | War Rages On          | 04:09 |
| 3.    | Reduced to Zero       | 06:37 |
| 4.    | Corrupted System      | 06:38 |
| 5.    | Flatline              | 07:35 |
| 6.    | Surrounded (By Death) | 03:10 |
| 7.    | Resistance            | 03:52 |
| 8.    | Last Words            | 08:45 |
| 43:36 |                       |       |

- 2018 : The Silent Vigil (Nuclear Blast)

| 1.    | Soulless Parasite | 04:14 |
| 2.    | Nothing Remains   | 06:00 |
| 3.    | From the Flames   | 05:39 |
| 4.    | The Silent Vigil  | 02:15 |
| 5.    | Bleed the Same    | 06:52 |
| 6.    | As Bridges Burn   | 06:14 |
| 7.    | The New Dark Ages | 05:46 |
| 8.    | No Known Grave    | 07:19 |
| 9.    | Weaponised Fear   | 05:07 |
| 49ː26 |                   |       |

### Démos
- 2016 : The Hellfire Demos
- 2017 : The Hellfire Demos II
- 2017 : The Hellfire Demos III

### Singles
- 2016: Surrounded by Death